# Средницкий, Хенрик
Хенрик Антоний Средницкий (пол. Henryk Antoni Średnicki; 17 января 1955, Семяновице-Слёнске — 10 апреля 2016, Пётркув-Трыбунальский Указом президента Польши Анджея Дуды был посмертно награждён Рыцарским Крестом Ордена Возрождения Польши) — польский боксёр-любитель, чемпион мира (1978), двукратный чемпион Европы (1977 и 1979). Член сборной Польши на Олимпийских играх 1976 и 1980 годов. Заслуженный мастер спорта Польши.

## Спортивная карьера
Начал заниматься боксом в подростковом возрасте в клубе Gornik Siemianowice. За свою карьеру, которая продлилась до 1985 г., он выступал за следующие клубы: ГКС (Катовице), ГКС (Тыхы), ГКС (Ястшембе-Здруй) и «Горник» (Сосновец). В 1973 г. он стал чемпионом Польши в легком весе. В 1974 г. он вновь победил на национальном чемпионате.
В 1975 г. выиграл международный турнир в Берлине, стал чемпионом Польши в легком весе. На чемпионате Европы в Катовице (1975) занял 5-е место. В 1976 г. в очередной раз стал чемпионом ПНР. На летних Олимпийских играх в Монреале не смог преодолеть рубеж квалификационного раунда. На европейском первенстве в восточногерманском Галле (1977) выиграл золотую медаль, победив по очкам болгарина Георгия Георгиева. В том же году стал чемпионом первого турнира по боксу имени Феликса Штамма, состоявшегося в Варшаве.
В 1978 г. в четвертый раз побеждает на чемпионате ПНР, а затем в Белграде добивается своего самого большого достижения в карьере, став чемпионом мира. В конце года он во второй раз выиграл варшавский международный турнир по боксу имени Феликса Штамма. В 1979 г. становится пятикратным чемпионом Польши. На чемпионате Европы в Кёльне выиграл золотую медаль, а на мемориале Феликса Штамма занял второе место.
На летних Олимпийских играх в Москве (1980) уступил в четвертьфинале советскому боксеру Виктору Мирошниченко, оставшись на пятом месте. После этого поражения прекратил выступления на международных турнирах.
В 1982 г. в последний раз побеждает на национальном первенстве, на этот раз в легчайшем весе, через год он уступил в полуфинале, а на своем заключительном чемпионате в 1985 г. проиграл четвертьфинальный бой. В 1984 г. выиграл свой бой в мачте против сборной ФРГ.
В 1985 г. завершил свою спортивную карьеру. Окончив спортивную академии в Мышкуве, работал там же в качестве тренера.

## Политическая карьера
На парламентских выборах 2005 года безуспешно баллотировался в польский Сейм от националистической партии Самооборона.